# Newton (Iowa)
Newton je americké město ve střední Iowě. Podle amerického národního sčítání z roku 2010  činí městská populace 15 254 lidí, z toho 97,55 % bělochů.
Město bylo založeno roku 1850 kvůli blízkým uhelným dolům. Během 20. století začala nabývat na významu výroba praček, myček a sušiček. Sídlí zde výrobce těchto strojů a přístrojů - Maytag Corporation, který je dnes součástí Whirpool Corporation.